# Giorgio Tuinfort
Giorgio Tuinfort (Paramaribo, 30 de abril de 1981) é um musicista, compositor e produtor musical surinamês-neerlandês.